# Aljaž Bedene
Aljaž Bedene (ur. 18 lipca 1989 w Lublanie) – słoweński tenisista reprezentujący w latach 2015–2017 Wielką Brytanię.
Bedene jako dziecko początkowo uprawiał skoki narciarskie, w których jego rekord życiowy wynosił 27 metrów. W wieku 11 lat zakończył uprawianie tej dyscypliny i, wspólnie ze swoim bratem-bliźniakiem Andražem, zaczął trenować tenis.
31 marca 2015 Bedene otrzymał brytyjskie obywatelstwo; od tego czasu reprezentował Wielką Brytanię. Od sezonu 2018 ponownie reprezentuje Słowenię.

## Kariera tenisowa
Karierę zawodową Bedene rozpoczął w 2008 roku.
W grze pojedynczej w drabince głównej zawodów wielkoszlemowych zadebiutował podczas Australian Open z 2013 roku, przegrywając w 1. rundzie z Benjaminem Beckerem. W zawodach rangi ATP Tour jest finalistą 4 turniejów.
W Pucharze Davisa w barwach Słowenii swój pierwszy mecz zagrał w marcu 2010 roku przeciwko Norwegii, pokonując Stiana Borettiego.
W rankingu gry pojedynczej Bedene najwyżej był na 43. miejscu (19 lutego 2018), a w klasyfikacji gry podwójnej na 127. pozycji (7 października 2013).

### Finały w turniejach ATP Tour
| Legenda                                      |
| -------------------------------------------- |
| Wielki Szlem                                 |
| Igrzyska olimpijskie                         |
| Tennis Masters Cup / ATP Finals              |
| ATP Masters Series / ATP Tour Masters 1000   |
| ATP International Series Gold / ATP Tour 500 |
| ATP International Series / ATP Tour 250      |

#### Gra pojedyncza (0–4)
| Końcowy wynik | Nr | Data             | Turniej      | Nawierzchnia  | Przeciwnik         | Wynik finału        |
| ------------- | -- | ---------------- | ------------ | ------------- | ------------------ | ------------------- |
| Finalista     | 1. | 11 stycznia 2015 | Ćennaj       | Twarda        | Stan Wawrinka      | 3:6, 4:6            |
| Finalista     | 2. | 30 kwietnia 2017 | Budapeszt    | Ceglana       | Lucas Pouille      | 3:6, 1:6            |
| Finalista     | 3. | 18 lutego 2018   | Buenos Aires | Ceglana       | Dominic Thiem      | 2:6, 4:6            |
| Finalista     | 4. | 22 września 2019 | Metz         | Twarda (hala) | Jo-Wilfried Tsonga | 7:6(4), 6:7(4), 3:6 |